# 韓康子
韓康子（？—？）姬姓，韩氏，名虎，是中國春秋時期晉國大夫，韓氏世族的領袖，韓莊子之子、韓景侯祖父。曾與魏桓子、趙襄子合滅了晉國中軍將智伯。

## 簡介
周貞定王十二年（晉出公十八年）（前457年），知伯瑶率領趙、韓、魏三家滅亡范氏和中行氏後又攻伐鄭國，歸來後与韩康子虎、魏桓子驹在蓝台举行宴会，知瑶戏弄韩康子并侮辱其家臣和謀士段规，並對進諫的智國說：「只有我能為難別人，若我不對別人發難，又有誰敢為難我？」智國以列國過去因小怨釀成大禍的教訓，勸諫知伯既然已經與韓家君臣結怨，就必須小心防備二人將來伺機報復，知伯不聽。
周貞定王十三年（晉出公十九年）（前456年），知伯瑶假借晉侯之命，以恢復晉國霸業為由，向韓康子索取土地。韩康子本來不想答應，段規則勸諫他答應割地以避免智伯攻打韓氏，同時可使智伯心生驕橫，不斷向各國索取土地，屆時韓氏就可以待機而動。韓康子於是答應割讓萬戶之邑予知伯。知伯以同樣方式成功再向魏桓子取得萬戶之邑，之後向趙襄子索取藺和皋狼兩地，但被趙襄子拒絕。周貞定王十四年（晉出公二十年）（前455年），智伯命韓康子與魏桓子出兵，合攻趙襄子於晉陽，晉陽之戰爆發，在圍攻一年餘後知伯趁機水淹晉陽。但韓、魏兩家卻因為受到智伯的恐嚇威脅，加上趙氏家臣張孟談以「唇亡齒寒」的道理說服韓、魏之君，智氏在滅趙後必定以韓、魏作為下個目標。韓、魏二主本來就不滿平日囂張跋扈的智伯，聽了張孟談之言決定倒戈起事。於是三方密約共同擊敗智伯並族滅智氏，又瓜分了智氏的土地，為日後三家分晉奠下基礎。
灭智后，段规劝说韩康子先占得成皋，韩康子嫌棄成皋遍布山石，無法保持水土開墾耕作，段规卻說此地能使韓國取得地利，將來可以出其不意奪取鄭國。韩康子採納了段規意見，後來韩国果然凭借成皋灭亡了郑国。
韓康子去世後，他的兒子韓啟章繼位，是為韩武子。